# منى كريم (شاعرة)
منى كريم (1987 -) هي شاعرة ومترجمة وأستاذة جامعية عربية مقيمة بنيويورك.

## النشأة والمسيرة
ولدت بالكويت ضمن طائفة البدون وأصدرت في 2002 ديوانها الأول «نهارات مغسولة بماء العطش» بسن الرابعة عشرة وديوانها الثاني «غياب بأصابع مبتورة» بسن السادسة عشرة. حصلت على الدكتوراه في الأدب المقارن من جامعة ولاية نيويورك في بينغامتون. ترجمت في 2017 صحبة منى زكي وجوناثان رايت ديوان الشعر «التعليمات بالداخل» للشاعر الفلسطيني أشرف فياض إلى الإنجليزية ونرجمت في 2020 رواية «نسب» لأوكتافيا بتلر إلى العربية. وترجمت أيضا إلى الإنجليزية مختارات من شعر رعد عبد القادر، وإلى العربية مختارات من قصائد أليخاندرا بيسارنيك. أصدرت في 2019 الكتيب الشعري «إناث الأشباح» بثلاث لغات هي العربية والإنجليزية والهولندية. درّست في عدة جامعات مثل جامعة برينستون.

## أعمالها
- نهارات مغسولة بماء العطش، دار قرطاس، 2002
- غياب بأصابع مبتورة، دار شرقيات، القاهرة، 2004
- ما أنام من أجله اليوم، نوفا بلس للنشر والتوزيع، الكويت، 2016
- إناث الأشباح، بابليكيشن ستوديو، 2019

### الترجمات
- نسب، أوكتافيا بتلر، منشورات تكوين، 2020 (إلى العربية)
- التعليمات بالداخل، أشرف فياض، 2017 (إلى الإنجليزية)

## وصلات خارجية
- الموقع الرسمي: http://monakareem.blogspot.com/